# Lázaro Cárdenas (La Trinitaria)
Lázaro Cárdenas es una localidad del estado mexicano de Chiapas. Es parte del municipio de La Trinitaria.

## Toponimia
El nombre de la localidad rinde homenaje a Lázaro Cárdenas, presidente de México de 1934 a 1940.

## Demografía
| Gráfica de evolución demográfica |
|                                  |

| Censo | Población |
| ----- | --------- |
| 1940  | 517       |
| 1950  | 723       |
| 1960  | 1 065     |
| 1970  | 1 395     |
| 1980  | 1 632     |
| 1990  | 2 526     |
| 2000  | 2 984     |
| 2010  | 3 699     |
| 2020  | 4 458     |